# They Don't Care About Us
"They Don't Care About Us" là một bài hát của nghệ sĩ thu âm người Mỹ Michael Jackson nằm trong album phòng thu thứ chín của ông, HIStory: Past, Present and Future, Book I (1995). Nó được phát hành như là đĩa đơn thứ tư trích từ album (thứ ba tại Hoa Kỳ) vào ngày 31 tháng 3 năm 1996 bởi Epic Records. Bài hát là sự kết hợp giữa Pop rock và hip hop được viết lời và sản xuất bởi Jackson, với nội dung đề cập trực tiếp đến vấn đề phân biệt chủng tộc và chỉ trích các nhà chức trách đã thụ động trong việc chống lại sự bất công. Tuy nhiên, các phương tiện truyền thông ở Hoa Kỳ đã xem xét kỹ lưỡng xung quanh việc lời bài hát của "They Don't Care About Us" đã đề cập đến nội dung chống do Thái, và khiến Jackson phải lên tiếng xin lỗi mặc dù không thừa nhận những cáo buộc trên. Sau đó, ông giải thích rằng những đánh giá về lời bài hát đã bị diễn giải sai ngữ cảnh thực sự của nó, nhưng ông vẫn quyết định thu âm lại bài hát với phần lời được thay đổi cho những phiên bản tái phát hành của HIStory.
Sau khi phát hành, "They Don't Care About Us" nhận được những đánh giá trái chiều từ các nhà phê bình âm nhạc, chủ yếu liên quan đến những lùm xùm về nội dung lời bài hát, và gọi đây là một trong những bài hát gây tranh cãi nhất trong sự nghiệp của Jackson. Tuy nhiên, nó đã gặt hái những thành công vượt trội về mặt thương mại, đứng đầu các bảng xếp hạng ở Đức và Ý, và lọt vào top 10 ở hầu hết những quốc gia nó xuất hiện, bao gồm vươn đến top 5 ở Áo, Đan Mạch, Pháp, Hà Lan, Thụy Điển, Thụy Sĩ và Vương quốc Anh. Tại Hoa Kỳ, "They Don't Care About Us" không thể tiếp nối những thành công của những đĩa đơn trước từ HIStory do không nhận được sự hậu thuẫn từ các đài phát thanh sau những vấn đề xung quanh nội dung lời bài hát, và chỉ có thể đạt vị trí thứ 30 trên bảng xếp hạng Billboard Hot 100, trở thành đĩa đơn thứ ba liên tiếp từ album vươn đến top 40 tại đây nhưng cũng là một trong những đĩa đơn hiếm hoi của nam ca sĩ không thể lọt vào top 20 trong nhiều năm.
Hai video khác nhau đã được thực hiện cho bài hát, và tất cả đều được đạo diễn bởi Spike Lee. Video đầu tiên được ghi hình tại Pelourinho (Salvador) và một khu ổ chuột ở Rio de Janeiro được gọi là Dona Marta, nơi các cơ quan chính quyền lo ngại rằng những hình ảnh trong video sẽ làm ảnh hưởng đến hình ảnh của họ trong cuộc đua giành quyền đăng cai Thế vận hội Mùa hè 2004 của Rio. Tuy nhiên, những cư dân sinh sống tại khu vực này vẫn chào đón nam ca sĩ nồng nhiệt và mong muốn rằng những vấn đề của họ sẽ được tiếp cận với nhiều đối tượng khán giả hơn. Một video khác cho bài hát được thực hiện và là lần đầu tiên trong sự nghiệp của Jackson, với khung cảnh nhà tù cùng những hình ảnh liên quan đến nhân quyền, như cảnh sát tấn công người Mỹ gốc Phi, cuộc đàn áp quân sự trong cuộc biểu tình tại Quảng trường Thiên An Môn, Ku Klux Klan, tội ác chiến tranh, diệt chủng, thực thi, Thiết quân luật và các vi phạm nhân quyền khác.
Để quảng bá cho "They Don't Care About Us", Jackson đã trình diễn bài hát trong chuyến lưu diễn thứ ba và cũng là cuối cùng của ông, HIStory World Tour (1996-1997) trong một liên khúc bao gồm "Scream" và "In the Closet". Nó cũng được dự định trình diễn trong chuỗi chương trình hòa nhạc đánh dấu sự trở lại của nam ca sĩ This Is It, nhưng cuối cùng đã bị hủy bỏ sau sự ra đi đột ngột của ông vào ngày 25 tháng 6 năm 2009. Kể từ khi phát hành, "They Don't Care About Us" cũng được hát lại và sử dụng làm đoạn mẫu bởi nhiều nghệ sĩ, bao gồm Dr. Dre, Lady Gaga và Meek Mill, cũng như xuất hiện trong nhiều album tuyển tập của Jackson, như The Essential Michael Jackson (2005), King of Pop (2008), Michael Jackson's This Is It (2009) và Immortal (2011). Ngoài ra, nó còn được phối lại và xuất hiện trong chuyến lưu diễn Michael Jackson: The Immortal World Tour của Cirque du Soleil.

## Danh sách bài hát
| Đĩa đơn Visionary - CD: 1. "They Don't Care About Us" (LP chỉnh sửa) – 4:10 2. "They Don't Care About Us" (Love to Infinity's Walk in the Park phối) – 7:19 - DVD: 1. "They Don't Care About Us" (LP chỉnh sửa) – 4:10 2. "They Don't Care About Us" (Love to Infinity's Walk in the Park phối) – 7:19 3. "They Don't Care About Us" (video ca nhạc #1 – tại Brazil) – 7:09 Đĩa đơn maxi tại Hoa Kỳ và Nhật 1. "They Don't Care About Us" - 4:44 2. "They Don't Care About Us" (Charles Full Joint phối) - 4:56 3. "They Don't Care About Us" (Dallas Austin Main phối) - 5:15 4. "They Don't Care About Us" (Love to Infinity's Walk in the Park Radio phối) - 4:46 5. "They Don't Care About Us" (Love to Infinity's Classic Paradise Radio phối) - 4:14 6. "They Don't Care About Us" (Track Master's Radio chỉnh sửa) - 3:41 7. "Rock with You" (Frankie's Favorite Club phối) - 7:39 8. "Earth Song" (Hani's Club Experience) - 7:55 | Đĩa CD tại Hoa Kỳ 1. "They Don't Care About Us" - 4:44 2. "Rock with You" (Frankie's Favorite Radio phối) - 3:47 3. "Earth Song" (Hani's Radio Experience) - 3:33 4. "Wanna Be Startin' Somethin'" (Brothers In Rhythm House phối) - 7:35 Đĩa CD tại Anh quốc 1. "They Don't Care About Us" (LP chỉnh sửa) - 4:11 2. "They Don't Care About Us" ([ove to Infinity's Walk in the Park phối) - 7:18 3. "They Don't Care About Us" (Love to Infinity's Classic Paradise phối) - 7:55 4. "They Don't Care About Us" (Love to Infinity's Anthem of Love phối) - 7:46 5. "They Don't Care About Us" (Love to Infinity's Hacienda phối) - 7:10 6. "They Don't Care About Us" (Dallas Austin Main phối) - 5:15 Đĩa 7" tại Hoa Kỳ 1. "They Don't Care About Us" – 4:43 2. "Rock with You" (Frankie Knuckles Radio phối) – 3:47 |

## Xếp hạng
| Bảng xếp hạng (1996)                     | Vị trí cao nhất |
| ---------------------------------------- | --------------- |
| Úc (ARIA)                                | 16              |
| Áo (Ö3 Austria Top 40)                   | 2               |
| Bỉ (Ultratop 50 Flanders)                | 9               |
| Bỉ (Ultratop 50 Wallonia)                | 3               |
| Đan Mạch (Tracklisten)                   | 3               |
| Châu Âu (European Hot 100 Singles)       | 2               |
| Phần Lan (Suomen virallinen lista)       | 6               |
| Pháp (SNEP)                              | 4               |
| Đức (Official German Charts)             | 1               |
| Ireland (IRMA)                           | 7               |
| Ý (FIMI)                                 | 1               |
| Hà Lan (Dutch Top 40)                    | 4               |
| Hà Lan (Single Top 100)                  | 4               |
| New Zealand (Recorded Music NZ)          | 9               |
| Na Uy (VG-lista)                         | 6               |
| Scotland (OCC)                           | 4               |
| Thụy Điển (Sverigetopplistan)            | 3               |
| Thụy Sĩ (Schweizer Hitparade)            | 3               |
| Anh Quốc (OCC)                           | 4               |
| Hoa Kỳ Billboard Hot 100                 | 30              |
| Hoa Kỳ Adult Pop Airplay (Billboard)     | 8               |
| Hoa Kỳ Dance Club Songs (Billboard)      | 27              |
| Hoa Kỳ Hot R&B/Hip-Hop Songs (Billboard) | 10              |
| Bảng xếp hạng (2006)                     | Vị trí cao nhất |
| Tây Ban Nha (PROMUSICAE)                 | 2               |

| Bảng xếp hạng (1996)                 | Vị trí |
| ------------------------------------ | ------ |
| Australia (ARIA)                     | 71     |
| Austria (Ö3 Austria Top 40)          | 3      |
| Belgium (Ultratop 50 Flanders)       | 40     |
| Belgium (Ultratop 50 Wallonia)       | 21     |
| Denmark (Tracklisten)                | 7      |
| Europe (European Hot 100 Singles)    | 9      |
| Finland (Suomen virallinen lista)    | 91     |
| France (SNEP)                        | 24     |
| Germany (Official German Charts)     | 7      |
| Italy (FIMI)                         | 22     |
| Netherlands (Dutch Top 40)           | 26     |
| Netherlands (Single Top 100)         | 44     |
| Norway Spring Period (VG-lista)      | 15     |
| Sweden (Sverigetopplistan)           | 14     |
| Switzerland (Schweizer Hitparade)    | 8      |
| UK Singles (Official Charts Company) | 52     |
| US Hot R&B/Hip-Hop Songs (Billboard) | 83     |

| Bảng xếp hạng (1990–1999)   | Vị trí |
| --------------------------- | ------ |
| Austria (Ö3 Austria Top 40) | 12     |

## Chứng nhận
| Quốc gia                                                                           | Chứng nhận | Số đơn vị/doanh số chứng nhận |
| ---------------------------------------------------------------------------------- | ---------- | ----------------------------- |
| Úc (ARIA)                                                                          | Vàng       | 35.000^                       |
| Áo (IFPI Áo)                                                                       | Vàng       | 25.000*                       |
| Bỉ (BEA)                                                                           | Vàng       | 25.000*                       |
| Đan Mạch (IFPI Đan Mạch)                                                           | Vàng       | 0^                            |
| Pháp (SNEP)                                                                        | Vàng       | 250.000*                      |
| Đức (BVMI)                                                                         | 3× Vàng    | 750.000^                      |
| Na Uy (IFPI)                                                                       | Vàng       | 0*                            |
| Anh Quốc (BPI)                                                                     | Bạc        | 200.000^                      |
| Hoa Kỳ (RIAA)                                                                      | Vàng       | 500.000‡                      |
| * Chứng nhận dựa theo doanh số tiêu thụ. ^ Chứng nhận dựa theo doanh số nhập hàng. |            |                               |